# Віра Вама
Віра Вама (нар. 24 жовтня 1989) — папуаський футболіст, півзахисник клубу «Хекарі Юнайтед» та збірної Папуа Нової Гвінеї.

## Клубна кар'єра
Розпочав свою кар'єру в клубі «Хекарі Юнайтед». В його складі дебютував у чемпіонаті Папуа Нової Гвінеї дебютував у 2009 році. У складі «Хекарі Юнайтед» 6 разів ставав перемоцем національного чемпіонату (в 2009, 2010, 2011, 2012, 2013, 2014 роках). В 2010 році у складі команди став переможцем Ліги чемпіонів ОФК.

## Кар'єра в збірній
До національної збірної викликався ще з 2012 року, але на поле почав виходити лише з 2014 року. За цей час у футболці головної команди країни зіграв 5 матчів. В 2012 році перебував у таборі збірної на Кубку націй ОФК 2012 року, який був до того ж складовою частиною кваліфікації до чемпіонату світу з футболу 2014 року.

## Досягнення
- Національна Соккер Ліга ПНГ:
  -  Чемпіон (5): 2009, 2010, 2011, 2012, 2013, 2014
  -  Срібний призер (1): 2015/16

- Ліга чемпіонів
  -  Переможець (1): 2009/10

- Срібний призер Кубка націй ОФК: 2016